# Chio (comune)
Chio (in greco Χίος?, Chíos) è un comune della Grecia situato nella periferia dell'Egeo Settentrionale (unità periferica di Chio) con 51 936 abitanti secondo i dati del censimento 2001.
A seguito della riforma amministrativa detta Programma Callicrate in vigore dal gennaio 2011 che ha abolito le prefetture e accorpato numerosi comuni, la superficie del comune coincide con quella dell'isola.

## Amministrazione

### Gemellaggi
- Genova, dal 1985[3]
- Ortona, dal 2008

L'11 maggio 2008 a Chio è stato perfezionato un gemellaggio tra i comuni di Ortona e di Chio nel nome di san Tommaso Apostolo. Nell'occasione due piccole reliquie del Santo sono state donate dall'arcivescovo di Lanciano-Ortona Carlo Ghidelli rispettivamente alla Chiesa cattolica rappresentata dall'arcivescovo Nikolaos Printesis e alla Chiesa ortodossa rappresentata dal metropolita di Chio K. K. Dionysios.